# 关山月 (古琴曲)
关山月，古琴曲，今人彈奏者多為《梅庵琴谱》本，原譜無詞，今以李白的關山月一詩為詞，故可作為琴歌吟唱。

## 由來
此曲的來源有多種說法，一說為山東濟南「鳴盛社」的李見忠將歌伎彈柳琴所唱之民歌罵情人記譜，琴人岑體仁據此移植為古琴曲，詹澂秋再調整指法。而王燕卿再度加工（包括加入「輪指」），並更名為關山月。
另一說則認為此曲源自《龍吟館琴譜》。
此曲由王燕卿帶至南京後，夏一峰及其他南京琴家將其配上李白的詩。

## 版本
- 《龍吟館琴譜》，嘉慶己未年（1799）毛式郇抄本，無詞。
- 《琴学管见》，1930年石印本，無詞，王燕卿授。[1]
- 《梅庵琴谱》，1931年出刊，無詞。譜後說明「本曲惟諸城琴宗有之。北地風光，音韻剛健。曲雖短小，而指法純正，乃入門之正路。初學易於熟習，且可作玉環體，首尾相接，如環無端，久彈不厭，對初學尤宜」。
- 《古琴曲匯編》，夏一峰傳譜，有詞，經楊蔭瀏重新編配。[5]

## 特色
- 曲中多处使用「轮指」（为梅庵琴派特征）

## 李白之詩
|  | 明月出天山，蒼茫雲海間。 長風幾萬里，吹度玉門關。 漢下白登道，胡窺青海灣。 由來征戰地，不見有人還。 戍客望邊色，思歸多苦顏。 高樓當此夜，歎息未應閑。 |